# Altstädter Rathaus (Warburg)

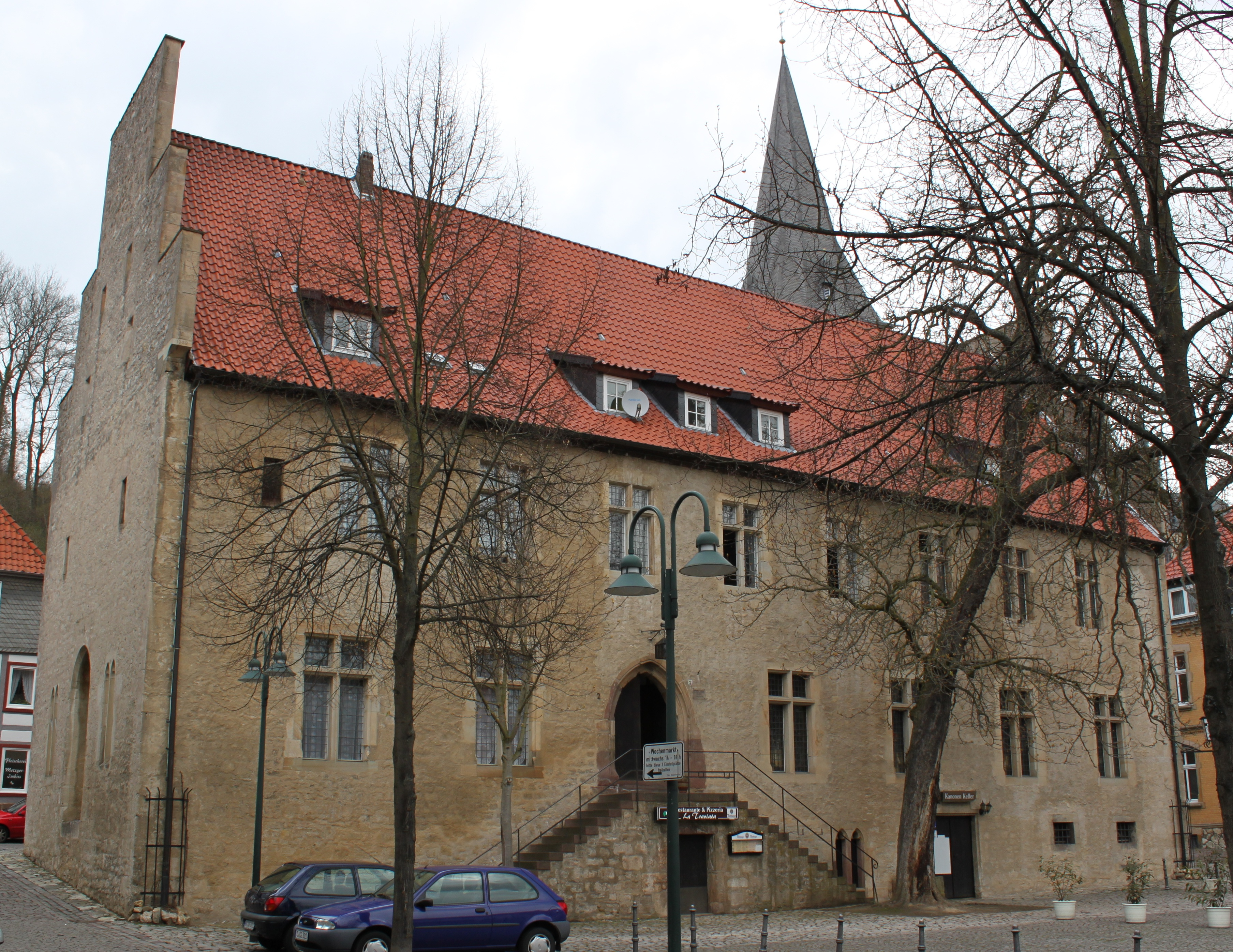
Das ehemalige Altstädter Rathaus in Warburg

Das ehemalige Altstädter Rathaus von Warburg ist ein 1337 errichtetes Gebäude, das bis ca. 1436 als Rathaus der Altstadt und bis 1568 im Wechsel mit dem Neustädter Rathaus dem gemeinsamen Rat der vereinigten Stadt Warburg diente. 

## Geschichte und Architektur

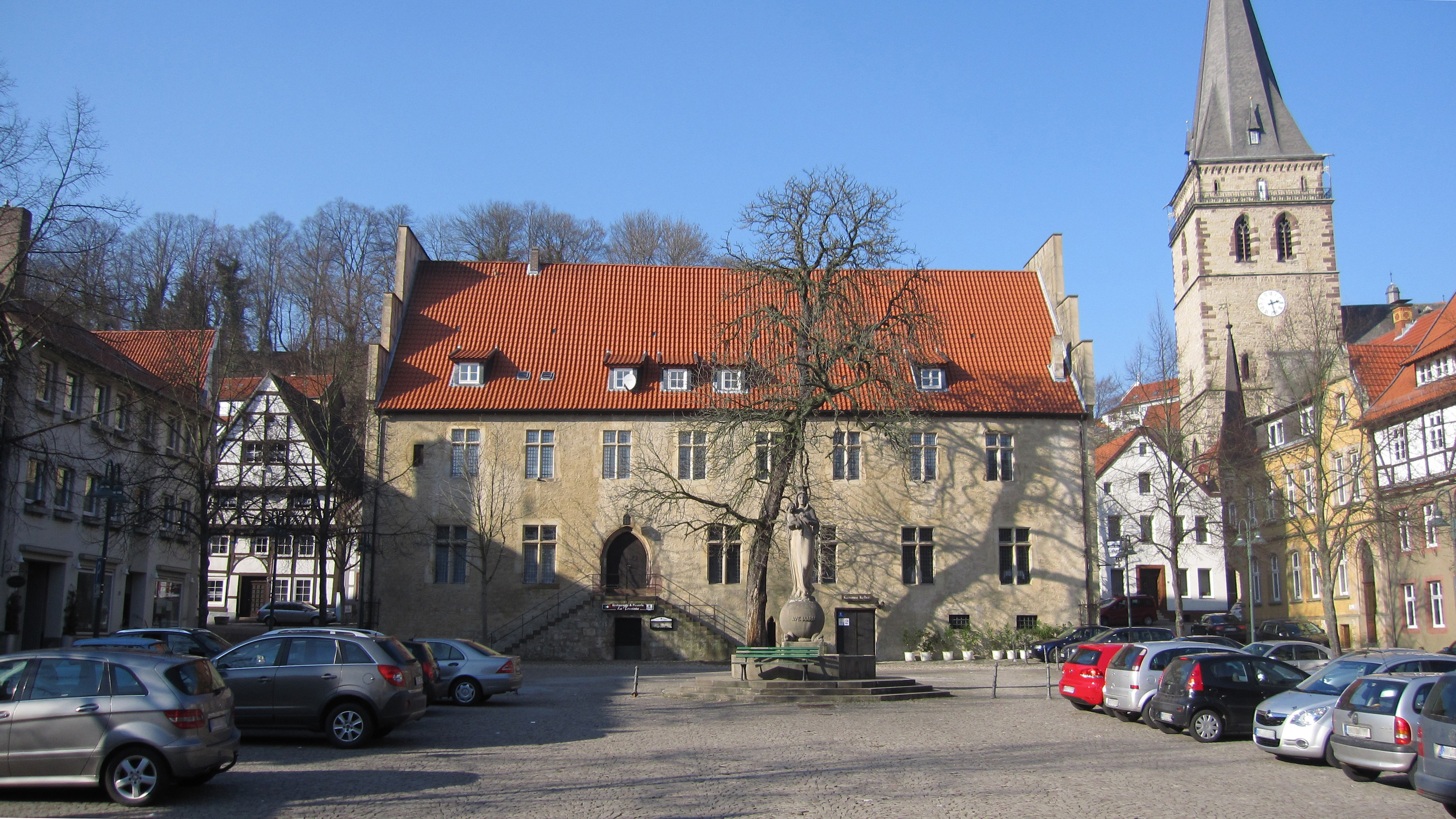
Der Altstadtmarktplatz mit ehemaligem Rathaus, rechts im Hintergrund die Kirche St. Mariä Heimsuchung

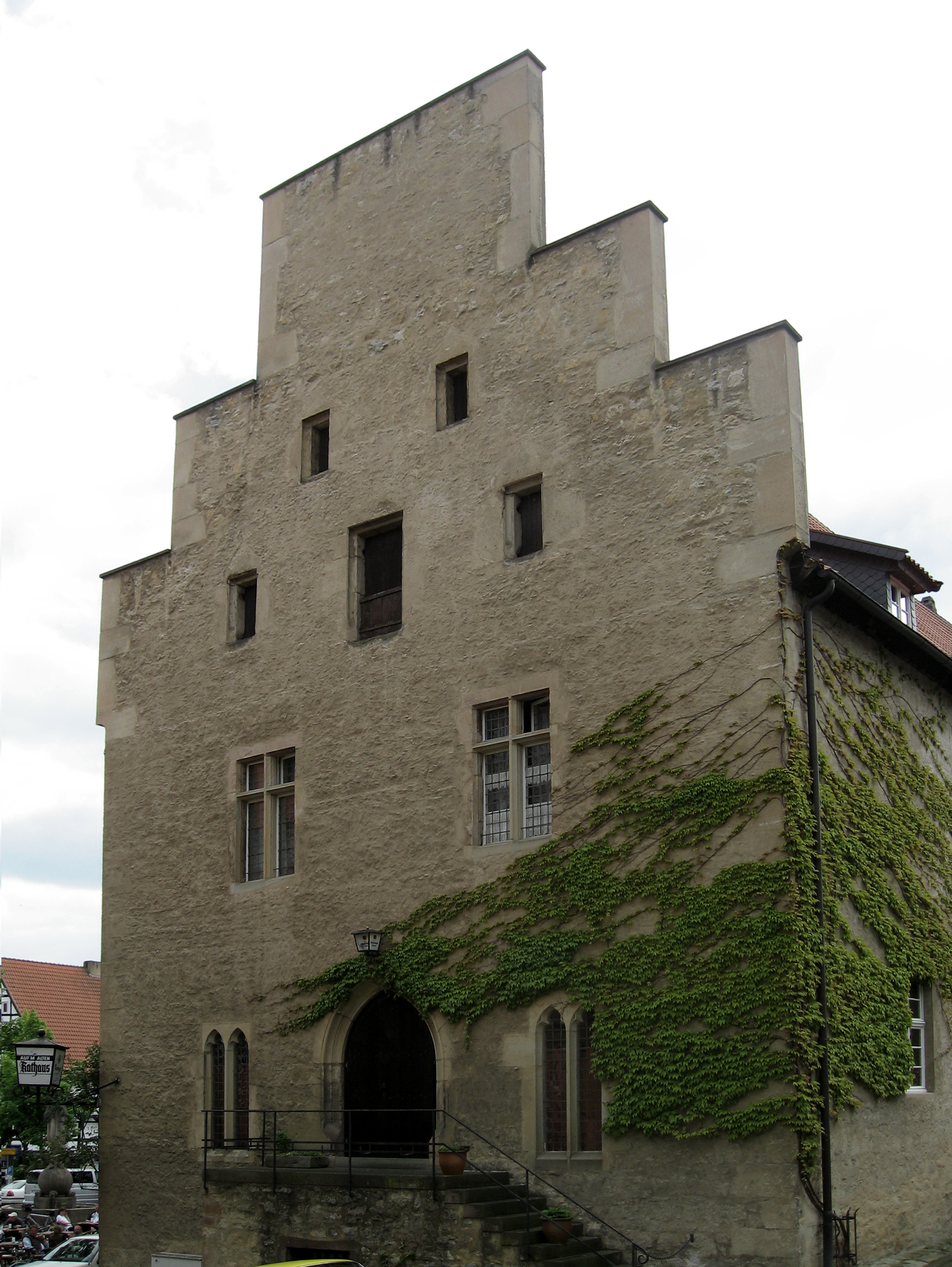
Seitenansicht des Gebäudes mit Staffelgiebeln

Nach der Gründung der um 1239 bereits von einem Stadtrat regierten Warburger Neustadt sollte die Altstadt ursprünglich der Neustadt angeschlossen werden. Die Altstädter Bürger beharrten jedoch auf ihrer rechtlichen Eigenständigkeit und konnten beim Landesherrn, dem Paderborner Bischof Otto von Rietberg 1287 durchsetzen, dass sie ihr Stadtgebiet ebenso planmäßig erweitern, ummauern und mit einem großen Marktplatz versehen durften wie die Bürger der Neustadt. 
Dem Bau der Kirche 1299 folgte bereits 1337 der Bau des eigenen Rathauses, das – ähnlich wie das der Neustadt – frei an der Nordseite des rechteckigen Marktplatzes angelegt wurde und auch die gleiche Länge von ca. 100 Fuß erhielt. Es ist noch heute einschließlich der mittelalterlichen Balkendecken und des Dachstuhls weitgehend original erhalten. 
Das nur wenig abgesenkte Kellergeschoss bestand überwiegend aus einer flachen Halle, deren mittiger Unterzug von quadratischen Pfeilern getragen wurde. Diesem Raum schloss sich westlich ein tieferliegender, tonnengewölbter Kellerraum an. 
Bei den darüberliegenden Geschossen handelte es sich ebenfalls um offene, zweischiffige Hallen. Hier werden Balkendecken von einem Mittelunterzug über einer Reihe verzierter und gegen ein Sattelholz verstrebter Eichensäulen getragen. Eine dieser originalen Säulen ist im Obergeschoss noch in situ vorhanden, die anderen sind bei späteren Umbauten entfernt worden. Es ist anzunehmen, dass der Keller und die Haupthalle im Mittelalter als Kaufhallen genutzt wurden, während die Halle im Obergeschoss den Ratsversammlungen gedient haben mag. In ihr konnten noch steinerne Wandschränke, Waschnischen und Reste eines Aborterkers nachgewiesen werden. 
Der Dachboden weist noch heute mehrere Nutzungsebenen auf, diente wohl auch als kommunaler Kornboden und gehört mit seiner charakteristischen Firstsäulenkonstruktion zu den ältesten erhaltenen Dachwerken Westfalens. 
Als 1558 ein neues gemeinsames Rathaus auf der Stadtmauer "Zwischen den Städten" gebaut wurde, konnten den Handelsfunktionen breiterer Raum gegeben werden. Unter anderem erfolgte der Einbau von zwei weiteren Gewölbekellern zur Wein- und Bierlagerung. Der ehemalige Ratssaal wurde als Festsaal für die Schützengesellschaft umgebaut und diente im 17. Jahrhundert auch als Waffenlager. 
1825 erfolgte unter Bürgermeister Wilhelm Franz von Hiddessen ein Verkauf des Hauses an Privatleute, deren Nachfahren dort noch immer leben. 
1967 wurden die gotischen Fensterstöcke und die zwischenzeitlich entfernten Staffelgiebel nach Befunden und historischen Abbildungen wieder rekonstruiert. In dem Gebäude sind heute zwei gastronomische Betriebe und Wohnungen untergebracht.